# Grand Prix Jef Scherens 2017
Le Grand Prix Jef Scherens 2018 est la 51e édition de cette course cycliste masculine sur route. Il a eu lieu le 20 août 2017 à Louvain, en Belgique, et fait partie du calendrier UCI Europe Tour 2017 en catégorie 1.1. C'est la 6e course de la Coupe de Belgique 2017. Il est remporté par le coureur belge Timothy Dupont, de l'équipe Verandas Willems-Crelan, qui devance au sprint le Belge Kenny De Haes (Wanty-Groupe Gobert) et le Français Justin Jules (WB Veranclassic Aquality).

## Présentation

### Parcours
Le départ est donné sur la Grand-Place de Louvain (en) et l'arrivée est jugée à proximité, sur la Bondgenotenlaan (nl), après 185,7 kilomètres de courses. Les coureurs effectuent treize tours d'un circuit de 14 kilomètres environ autour de la ville,.

### Équipes
Classé en catégorie 1.1 de l'UCI Europe Tour, le Grand Prix Jef Scherens est par conséquent ouvert aux WorldTeams dans la limite de 50 % des équipes participantes, aux équipes continentales professionnelles, aux équipes continentales et aux équipes nationales.
Vingt équipes participent à ce Grand Prix Pino Cerami - trois WorldTeams, six équipes continentales professionnelles et onze équipes continentales :
| WorldTeams (3)- Lotto-Soudal - Quick-Step Floors - Lotto NL-Jumbo Équipes continentales professionnelles (6)- Fortuneo-Oscaro - Roompot-Nederlandse Loterij - Sport Vlaanderen-Baloise - Verandas Willems-Crelan - Wanty-Groupe Gobert - WB-Veranclassic-Aqua Protect Équipes continentales (11)- An Post-ChainReaction - Bike Channel-Canyon - Cibel-Cebon - Joker Icopal - ERA-Circus - Leopard - Metec-TKH-Mantel - Pauwels Sauzen-Vastgoedservice - Riwal Platform - Tarteletto-Isorex - Coop |
| |

### Déroulement de la course
Dries De Bondt, Rob Ruijgh, Timothy Stevens, Robbie van Bakel, Patrick Clausen et Gustav Höög forment la première échappée de la course. De Bondt, van Bakel, Stevens et Ruijgh, restés en tête, sont rejoints à 31 km de l'arrivée par Wout van Aert, Tim Wellens et Lars Boom. Ces six coureurs sont ensuite rejoints par Victor Campenaerts, Stijn Devolder, Xandro Meurisse, Laurens De Plus et Patrick Clausen.
Un groupe de dix coureurs se forme en tête à dix kilomètres de l'arrivée, avec Lars Boom, Julien Vermote, Taco van der Hoorn, Thomas Sprengers, Wout van Aert, Frederik Backaert, Bjørn Tore Hoem, Sean De Bie et Andreas Stokbro, s'est formé en tête. Ces deux derniers attaquent dans le final, avant que Sean De Bie ne parte seul à deux kilomètres du but. De Bie résiste au peloton, forçant Kenny De Haes à lancer son sprint tôt. De Haes dépasse De Bie à 200 mètres de la ligne, mais est battu par Timothy Dupont placé dans la roue. Justin Jules complète le podium,.
Timothy Dupont obtient là sa première victoire de la saison, après un printemps difficile.

## Classements

### Classement de la course
| Classement | Classement        | Classement | Classement                   | Classement         |
|            | Coureur           | Pays       | Équipe                       | Temps              |
| ---------- | ----------------- | ---------- | ---------------------------- | ------------------ |
| 1er        | Timothy Dupont    | Belgique   | Verandas Willems-Crelan      | en 4 h 20 min 37 s |
| 2e         | Kenny Dehaes      | Belgique   | Wanty-Groupe Gobert          | + 0 s              |
| 3e         | Justin Jules      | France     | WB-Veranclassic-Aqua Protect | + 0 s              |
| 4e         | August Jensen     | Norvège    | Coop                         | + 0 s              |
| 5e         | Joeri Stallaert   | Belgique   | Cibel-Cebon                  | + 0 s              |
| 6e         | Erwann Corbel     | France     | Fortuneo-Oscaro              | + 0 s              |
| 7e         | Braam Merlier     | Belgique   | ERA-Circus                   | + 0 s              |
| 8e         | Alexander Krieger | Allemagne  | Leopard                      | + 0 s              |
| 9e         | Tim Wellens       | Belgique   | Lotto-Soudal                 | + 0 s              |
| 10e        | Davide Martinelli | Italie     | Quick-Step Floors            | + 0 s              |
| modifier   |                   |            |                              |                    |

### UCI Europe Tour
Ce Grand Prix Jef Scherens attribue des points pour l'UCI Europe Tour 2017, par équipes seulement aux coureurs des équipes continentales professionnelles et continentales, individuellement à tous les coureurs sauf ceux faisant partie d'une équipe ayant un label WorldTeam.
| Position,          | 1er | 2e | 3e | 4e | 5e | 6e | 7e | 8e | 9e | 10e | 11e | 12e | 13e à 15e | 16e à 25e |
| Classement général | 125 | 85 | 70 | 60 | 50 | 40 | 35 | 30 | 25 | 20  | 15  | 10  | 5         | 3         |